# St. Katharina (Wolfegg)

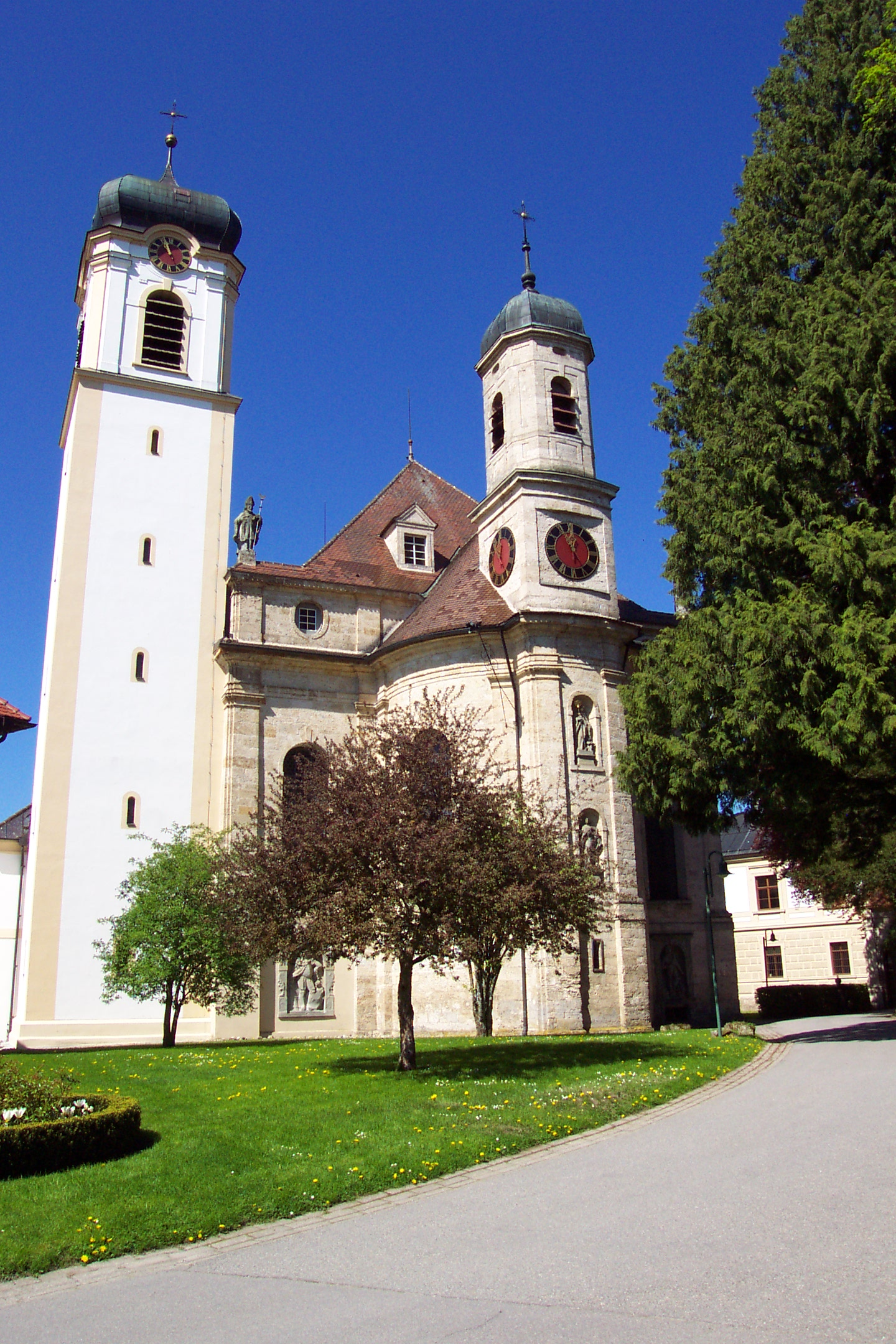
St. Katharina in Wolfegg

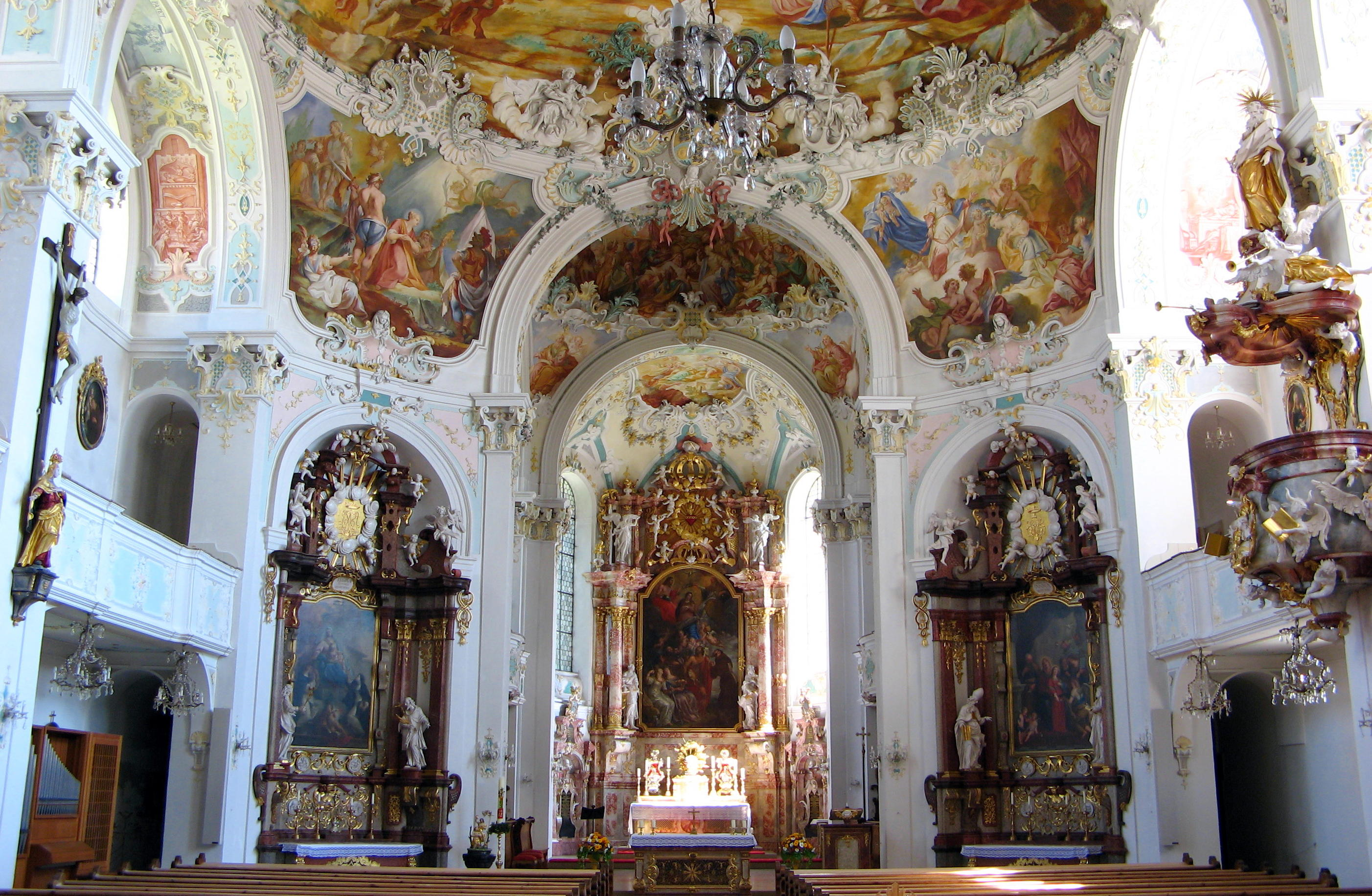
Blick zum Chor

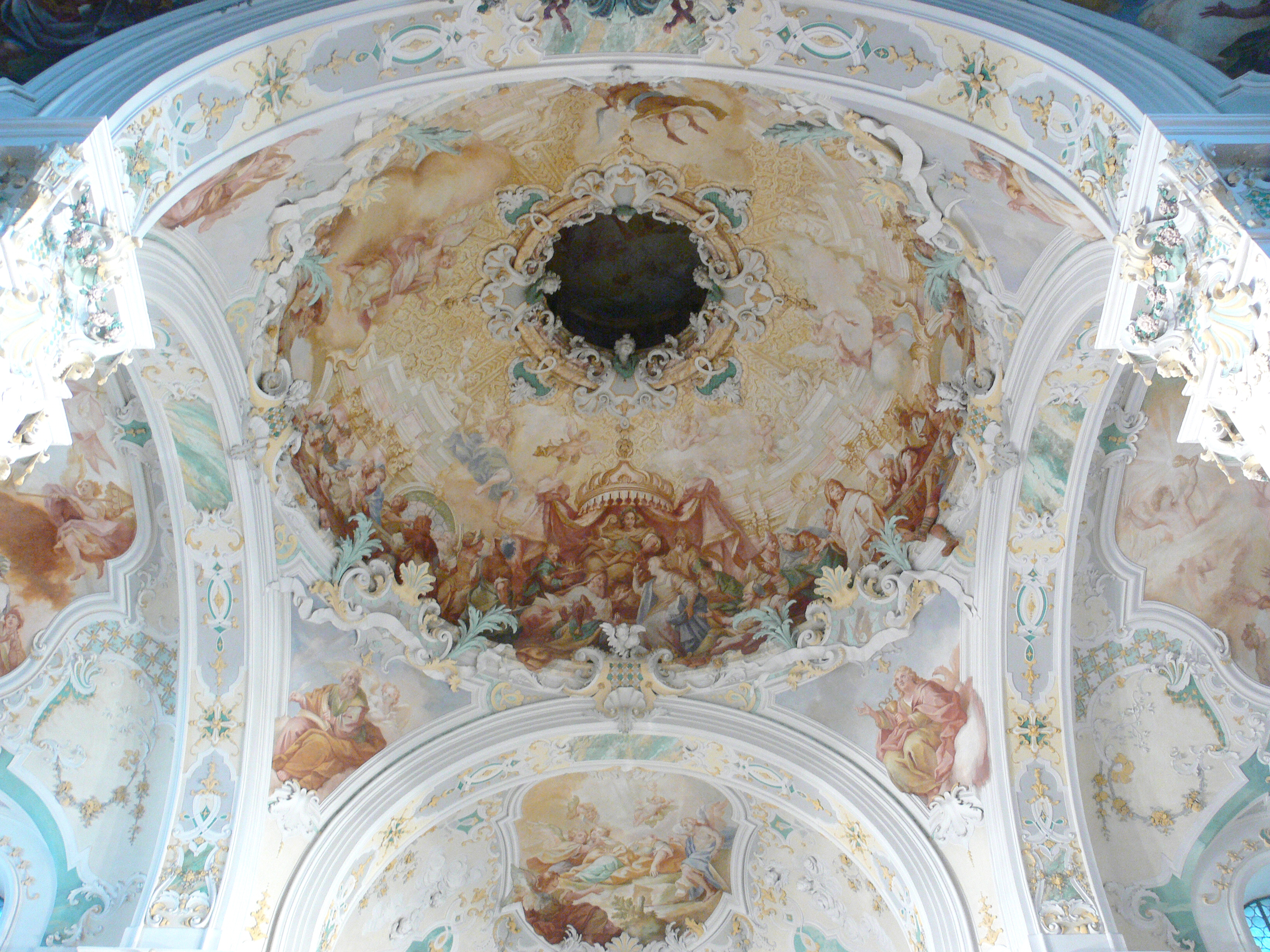
Chorkuppel

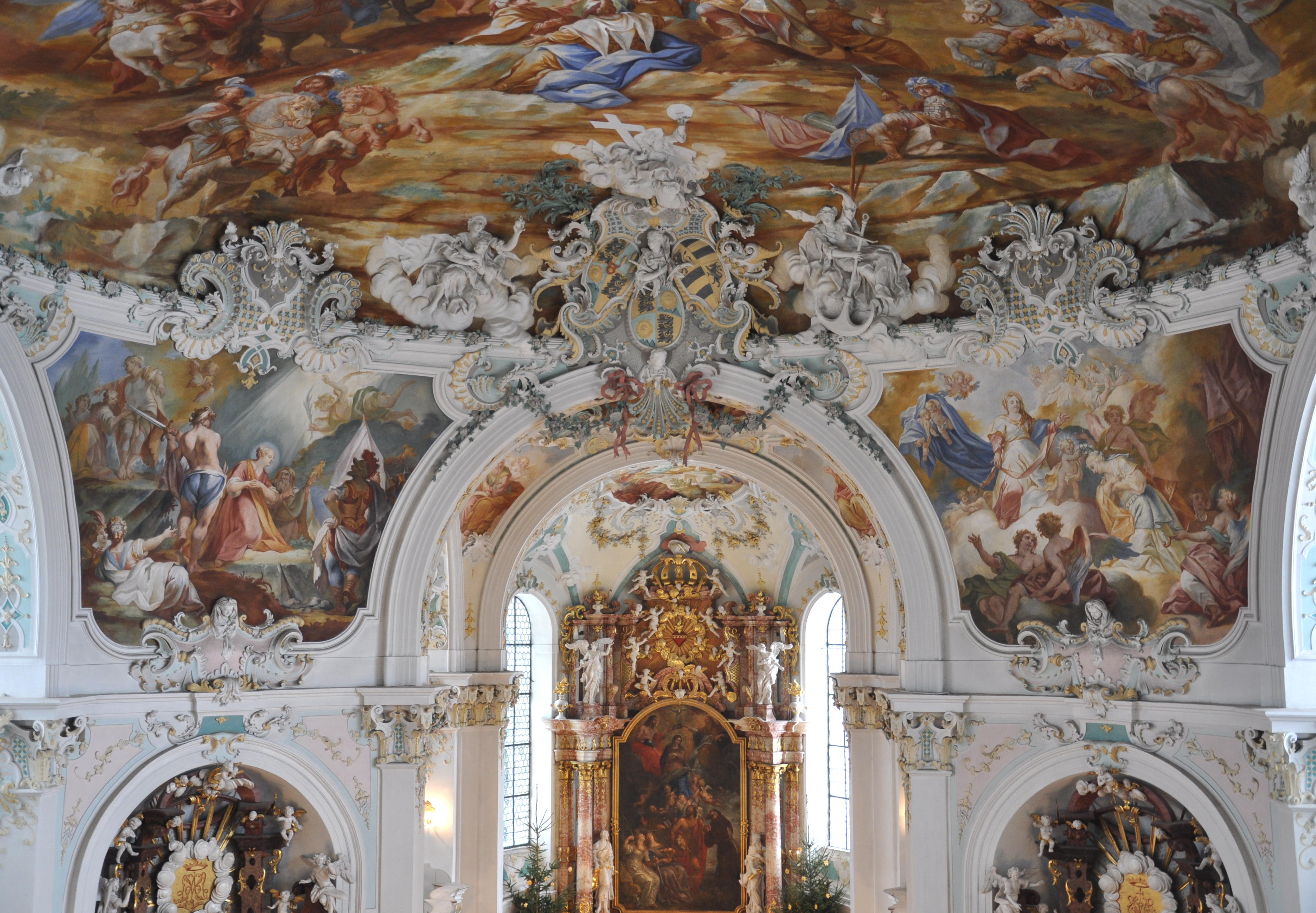
Chorbogen

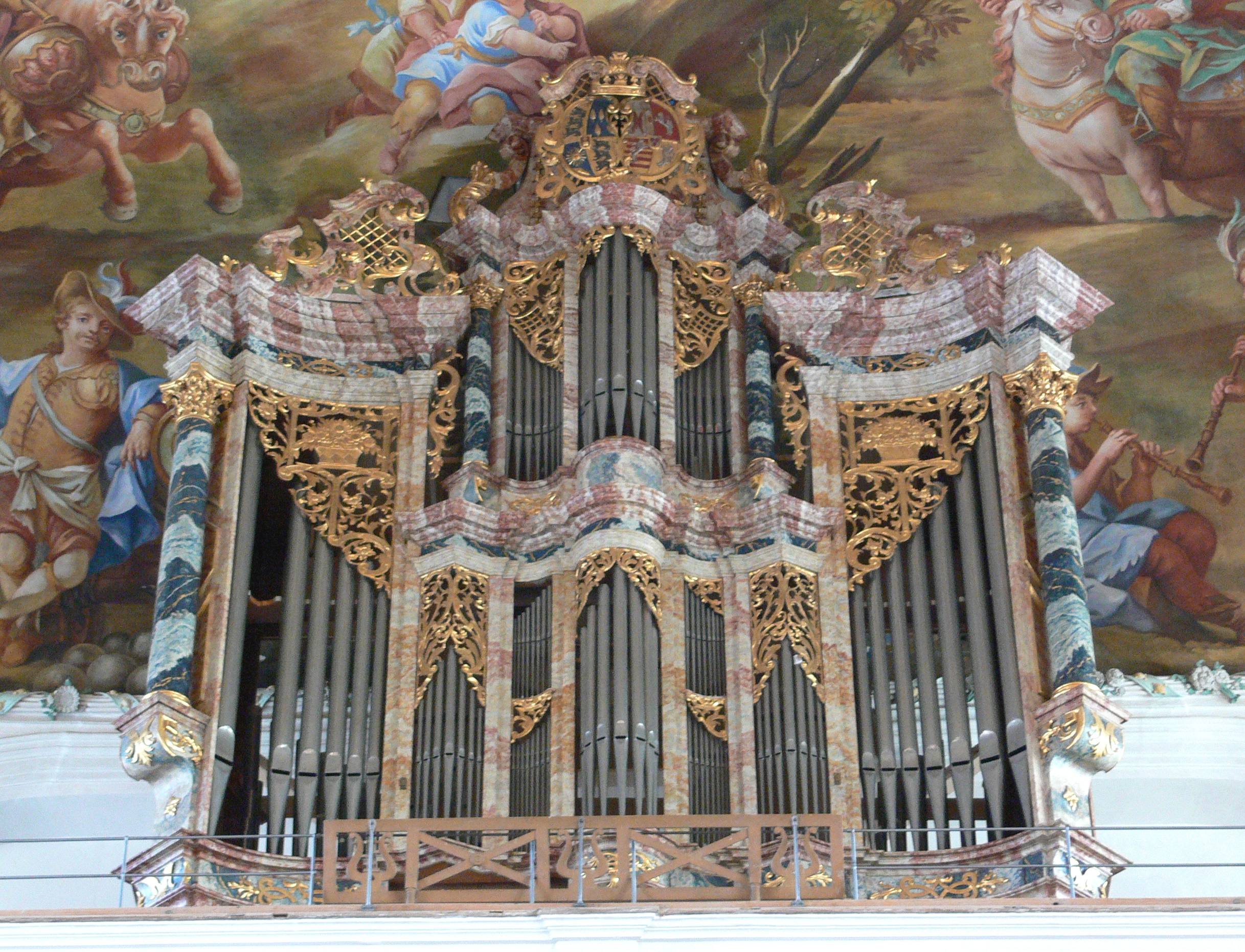
Orgelprospekt

Die römisch-katholische Pfarrkirche St. Katharina ist eine barocke Wandpfeilerkirche in Wolfegg im oberschwäbischen Landkreis Ravensburg in Baden-Württemberg. Sie gehört zur Seelsorgeeinheit Oberes Achtal der Diözese Rottenburg-Stuttgart.

## Geschichte und Architektur
Die ehemalige Stiftskirche wurde in den Jahren 1733–1742 durch Johann Georg Fischer erbaut, der neubarocke Glockenturm nach einem Entwurf des Stuttgarter Architekten Joseph Cades wurde 1906 hinzugefügt. Die Kirche besteht aus eine rechteckigen Schiff mit halbrunder Apsis und vier dreigeschossigen Fensterachsen; die Chorseite ist als Schauseite ausgebildet. Das Äußere ist durch die Pilastergliederung im Wechsel mit Rundbogenfenstern gekennzeichnet. Die Chorwand ist mit einem Attikageschoss ausgestattet, dort sind die Figuren der heiliggesprochenen Willibald und Wunibald aufgestellt. Über der Apsis ist ein Chorturm erbaut, in dessen Nischen Figuren der heiliggesprochenen Walburga und Katharina aus dem Jahr 1736 von Anton Stapf aufgestellt sind. Im Sockel sind Figuren der Grafen Ferdinand Ludwig, des Erbauers der Kirche, und Jakob, des Erbauers von Schloss Wolfegg, die erstere von Stapf, die letztere von Esaias Gruber vom Anfang des 17. Jahrhunderts angeordnet.
Das Innere ist eine weiträumige Wandpfeilerkirche mit stark abgetrenntem Chor, seitlichen Oratorien und halbkreisförmiger Apsis. Die schmalen, gangartigen Seitenschiffe sind mit Emporen versehen, im Westen sind die Herrschafts- und Orgelempore angeordnet. Das Schiff wird durch Muldengewölbe abgeschlossen, die Seitenschiffe durch Quertonnen; der Chor wird von einer Kuppel mit Laterne überwölbt. Der Innenraum ist mit anmutigen Stuckdekorationen von Johann Schütz ausgestaltet. Die Deckengemälde wurden von Franz Anton Erler nach Entwurf von Franz Joseph Spiegler ausgeführt. Im Schiff ist der Zweikampf zwischen Graf Johannes von Sonnenberg und Cavaliere Antonio Maria d’Aragonia di San Severino im Jahr 1487 dargestellt; die Mitte des Bildes erscheint in einer Wolkengloriole Katharina, welche den Kampf zugunsten des Johannes von Sonnenberg entscheidet. Im Chor sind Szenen aus dem Leben Katharinas sowie der als Heilige verehrten Walburga, Willibald und Wunibald dargestellt.

## Ausstattung
Hauptstücke der Ausstattung sind Altäre aus dem Jahr 1736 von Petrus Hohl. Das Hochaltarblatt mit der Marienkrönung und das Blatt des rechten Seitenaltars mit der mythischen Marienmutter Anna wurden von Caspar de Crayer 1660 gemalt, das Blatt des linken Seitenaltars aus dem Jahr 1737 von Franz Georg Hermann stellt die Muttergottes mit Dominikus und Katharina von Siena dar. Das Chorgestühl aus dem Jahr 1755 zeigt Bandelwerk und geritzte Rocailleornamente und im Dorsale Intarsien der Apostelfiguren von Michael Bertele.
Zu den Seiten des Hochaltars stehen Grabmale der Grafen Maximilian Willibald von Waldburg-Wolfegg († 1667) und Ferdinand Ludwig von Waldburg-Wolfegg († 1735) aus Stuckmarmor. Ein Grabmal erinnert an Graf Johannes von Sonnenberg († 1510) und seine Frau. Am Abstieg zur Gruft steht das Epitaph für Graf Jakob von Waldburg-Wolfegg († 1589).

## Orgel
Die Orgel ist ein mehrfach umgebautes Werk von Jakob Höhr aus dem Jahr 1736 mit 27 Registern auf drei Manualen und Pedal. Sie wurde in den Jahren 1981 und 1984 durch die Firma Orgelbau Kuhn erweitert und 2007/2008 durch die Firma Hermann Weber restauriert. Die Disposition lautet:
| I Hauptwerk C–f3 |         |      |
| Principal        | 8′      | 1736 |
| Viola            | 8′      |      |
| Coppel           | 8′      | 1736 |
| Viol Digambe     | 8′      |      |
| Soliccinal       | 8′      | 1736 |
| Octav            | 4′      | 1736 |
| Spitz-Flette     | 4′      | 1736 |
| Quint            | 3′      |      |
| Superoctav       | 2′      |      |
| Mixtur III       | (2′)    |      |
| Cimbel III       | (1 ⁄2′) |      |
| Trombone         | 16′     |      |

| II Oberwerk C–f3 |       |      |
| Coppel           | 8′    | 1736 |
| Principal        | 4′    | 1736 |
| Rohr-Flette      | 4′    |      |
| Octave           | 2′    |      |
| Quint            | 1 ⁄2′ |      |
| Mixtur III       | 1′    |      |

| III Echowerk C–f3 |      |  |
| Copel Douce       | 8′   |  |
| Quintaden         | 8′   |  |
| Flaut Travers     | 4′   |  |
| Cornet III        | (3′) |  |
| Vox humana        | 8′   |  |
| Tremblant         |      |  |

| Pedal C–d1     |     |      |
| Principal-Bass | 16′ | 1736 |
| Sup-Bass       | 8′  |      |
| Octav-Bass     | 8′  |      |
| Fletten        | 4′  |      |

- Koppeln: Pedalkoppel
- Nebenregister und Spielhilfen: Plenus Chorus.